# SLIM
Smart Lander for Investigating Moon (viết tắt là SLIM; tạm dịch: Tàu đổ bộ thông minh thăm dò Mặt Trăng) là một tàu đổ bộ Mặt Trăng của Cơ quan vũ trụ Nhật Bản (JAXA). Tàu đổ bộ này được ra mắt lần đầu vào năm 2021 nhưng đã bị trì hoàn đến năm 2023. Vào ngày 6 tháng 9 năm 2023 lúc 23:42 UTC (ngày 7 tháng 9 8:42 JST), XRISM đã được phóng thành công, và SLIM đã tách ra từ XRISM.
Vào ngày 1 tháng 10 năm 2023, SLIM tiến hành di chuyển theo quỹ đạo mới hướng tới Mặt Trăng. Tàu đổ bộ đã đi vào thành công quỹ đạo Mặt Trăng vào ngày 25 tháng 12 năm 2023 và hạ cánh vào ngày 19 tháng 1 năm 2024 lúc 15:20 UTC, đưa Nhật Bản trở thành một trong những quốc gia đã đưa tàu vũ trụ hạ cánh mềm (soft landing) xuống Mặt Trăng, sau Hoa Kỳ, Liên Xô, Trung Quốc và Ấn Độ.

## Nhiệm vụ
Địa điểm hạ cánh của tàu SLIM là hố va chạm Shioli, cách nơi hạ cánh tàu Apollo 11 của NASA khoảng hơn 300 km. SLIM đã hạ cánh thành công xuống Mặt Trăng, nhưng lại tiếp đất với tư thế bị lộn ngược. Hai tàu thăm dò Mặt Trăng, được triển khai trong khi tàu đổ bộ đang lơ lửng ngay trước khi nó chạm xuống, đang hoạt động theo kế hoạch, với LEV-1 liên lạc độc lập với các trạm mặt đất Mặt Trăng. LEV-1 đã tiến hành 6 bước nhảy (hop) trên bề mặt Mặt Trăng. Hình ảnh được chụp tự động bởi Sora-Q (khả năng là nó chia sẻ với chiếc xe tự hành cùng loại) cho thấy SLIM đã hạ cánh một góc 90°, trên mũi của nó, do đó đã làm hỏng bị mất ống xả động cơ trong quá trình hạ xuống và thậm chí có thể làm hỏng ăngten hướng Trái Đất của nó. Dù bị lộn ngược nhưng tàu SLIM vẫn đạt mục tiêu hạ cánh chính xác trong phạm vi 100 mét so với vị trí mà JAXA xác định từ trước. Sau khi hạ cánh vào ngày 19 tháng 1 năm 2024, mức pin trên tàu SLIM giảm xuống còn 12%.  Mức pin này khiến tàu tự động tắt nguồn để bảo vệ pin, cũng như dành nguồn năng lượng còn lại cho các hoạt động khôi phục. Trước khi ngừng hoạt động, SLIM đã đưa thành công 2 xe tự hành mini lên Mặt Trăng mà nó mang theo, LEV-1 và LEV-2. LEV-2 sẽ chụp ảnh bề mặt Mặt Trăng, còn LEV-1 truyền tín hiệu xuống trạm ở Trái Đất.
Sau khi ngừng hoạt động vào ngày 19 tháng 1 năm 2024, những người điều hành chuyến bay này vẫn hy vọng rằng tàu đổ bộ sẽ hoạt động trở lại sau vài ngày nữa khi anh nắng Mặt Trời chiều vào các tấm pin Mặt Trời đang bị lệch hướng. Hai xe tự hành LEV-1 và Sora-Q tiếp tục hoạt động tự chủ theo kế hoạch.
Vào ngày 29 tháng 1, tàu đổ bộ đã hoạt động trở lại sau một tuần ngừng hoạt động. JAXA cho biết họ đã thiết lập lại liên lạc với tàu đổ bộ và pin Mặt Trời của nó đang hoạt động trở lại sau khi thay đổi điều kiện ánh sáng cho phép nó đón được ánh sáng Mặt Trời.